# Campnosperma seychellarum
Campnosperma seychellarum är en sumakväxtart som beskrevs av March.. Campnosperma seychellarum ingår i släktet Campnosperma och familjen sumakväxter. Inga underarter finns listade i Catalogue of Life.